# Oberembrach
Oberembrach es una comuna suiza del cantón de Zúrich, situada en el distrito de Bülach. Limita al noreste con la comuna de Pfungen, al este con Winterthur y Brütten, al sur con Nürensdorf, al suroeste con Kloten, al oeste con Lufingen, y al noroeste con Embrach.

## Historia
Oberembrach es mencionado por primera vez en 1274 como Obern-Emmerach. Sin embargo, el pueblo no era un municipio independiente hasta 1809. Antes de esa fecha formaba parte del municipio de Embrach.

## Ciudades hermanadas
- Trhová Kamenice, República Checa